# 母親失格
『母親失格』（ははおやしっかく）は、東海テレビ・フジテレビ系列で2007年1月4日から3月30日に放送された昼のテレビドラマ。放送時間は、月曜 - 金曜の13:30 - 14:00(JST)。全62回。

## ストーリー
主人公・弘美は母親から虐待を受けて育ち、耐え切れなくなって家を出る。弘美は保育士の仕事を得て、友人千賀子と共に暮らし始める。
弘美は千賀子と二人で幸せに暮らしていたが、千賀子が保の子を妊娠、しかし恋人の一流企業の御曹司である保は子供をおろしてほしいと告げる。しかし千賀子は子供を産み3人での生活が始まった。子供を生んだ千賀子であったが恋人保への複雑な思いもあり、子供の千弘を養子に出すことを決めた。しかし弘美はそのことに納得ができず、幼い千弘を連れて家を出てしまった。
14年後のある日、千弘は出生の秘密を知ってしまう。やがて千賀子も千弘と弘美が暮らす家を知り…

## 登場人物・キャスト
倉本（加藤）弘美  - 芳本美代子
主人公。母親に虐待されながら育つ。千賀子の子どもと共に千賀子の下から離れ、倉本慎一と結婚する。しかし自分が起こした行為で家庭を崩壊させる。ドラマのヒロインにあるまじき身勝手さが目立つ。
松下千賀子  - 原千晶
弘美の親友。OLであったが、御曹司との恋愛、妊娠が発端となり離職。バー「エルドラド」を経営する。その後、保と再会し、結婚することになる。
柊保 - 比留間由哲
一流企業「柊不動産」の御曹司。千弘の本当の父親。
加藤清美  - 銀粉蝶
弘美の母。
赤澤美沙子  - 左時枝
弘美の勤めていた保育園「チャイルドルーム・アミスタ」の園長。
柊源一郎 - 峰岸徹
保の父。
進藤若葉 - 寺田千穂
柊の婚約者。結婚後、一子を授かるも交通事故により死亡。
柊芙美江 - 一色采子
保の母。
倉本慎一 - 佐戸井けん太
弘美の夫。小さな港町で床屋「ヘアーサロン倉本」を経営、3月27日の放送で末期のすい臓癌のため死亡。
倉本康代 - 三谷侑未
慎一の母。
倉本千弘 - 森本更紗
本当は保と千賀子の子どもだが、倉本家の子供として育つ。3月22日放送分で拓郎の子を身ごもる。いわゆる14才の母となる。無謀な出産に臨んだが、娘を産んで直ぐに失踪。
倉本愛美
千弘の赤ちゃん。3月29日放送分で生まれる。
みく - 安倍エレナ
千弘の友達。援助交際を持ちかける
巻輝夫 -中村讓
元経済ヤクザのチンピラ。千賀子と共謀し柊家から金を強請ろうとする。千賀子が保と結婚してからは、千賀子が経営していたバー「エルドラド」を引き取る。
植村拓郎 -内野謙太
弘美が働く保育園のアルバイト、千弘を妊娠させ、堕胎してくれと頼む。
小杉 -篠田薫
「ヘアーサロン倉本」の常連客。弘美が出て行った後に慎一に見合いを勧めた。
保育士 -由利尚子
保育園「チャイルドルーム・アミスタ」の保育士。
ほか　

## その他
- ドラマの展開では、弘美が千賀子に置き手紙を残して千弘を無断で連れ去ったにもかかわらず、HPの弘美のプロフィールには「14年前千賀子の承認を受け、所定の手続きを経て養女にしていた千弘、千賀子のプロフィールには「かつては弘美に託した千弘」と放送された内容とは食い違うことが書かれている。弘美の行為が未成年者略取誘拐に該当してしまうので、主人公を美化するために途中から設定を変えたのではないかとの推測もできる。

## スタッフ
- 企画 - 鶴啓二郎（東海テレビ）
- 企画協力 - 鎌田敏夫「二人の母」
- 脚本 - いとう斗士八、福田裕子、田部俊行
- プロデューサー - 市野直親、大久保直実、大越大士
- 演出 - 油谷誠至、藤木靖之、大井利夫
- 音楽 - 遠藤浩二
- 音楽制作 - インスパイア・ホールディングス
- TD - 青木泰弘
- 音響効果 - 堀尾守央
- 美術プロデューサー - 森川一雄
- 美術デザイン - 金子幸雄
- 美術進行 - 及川幸恵
- 大道具 - 手塚常光
- 衣裳 - 安達絵里
- メイク - 小川幸美
- 広報 - 植木圭一（東海テレビ）、山本章子（東海テレビ）
- 技術協力 - バル・エンタープライズ、ビデオフォーカス、Bull
- 協力 - 国際放映TMC-1、KHKアート、未来企画、山崎美術、東京衣裳、パルティール
- 制作 - 東海テレビ放送・ビデオフォーカス

## サブタイトル
| 第1週  | 第1週     | 第1週          | 第2週  | 第2週     | 第2週            | 第3週  | 第3週     | 第3週          |
| 回     | 放送日    | サブタイトル   | 回     | 放送日    | サブタイトル     | 回     | 放送日    | サブタイトル   |
| ------ | --------- | -------------- | ------ | --------- | ---------------- | ------ | --------- | -------------- |
|        |           |                | 第3回  | 2007.1.8  |                  | 第8回  | 2007.1.15 | 二人のママ     |
|        |           |                | 第4回  | 2007.1.9  |                  | 第9回  | 2007.1.16 | 家族の秘密     |
|        |           |                | 第5回  | 2007.1.10 | 裏切りの愛       | 第10回 | 2007.1.17 | 最強の家族     |
| 第1回  | 2007.1.4  |                | 第6回  | 2007.1.11 | 絶望の海で       | 第11回 | 2007.1.18 | 最悪の誕生日   |
| 第2回  | 2007.1.5  |                | 第7回  | 2007.1.12 | 3人のアルバム    | 第12回 | 2007.1.19 | 二つのマフラー |
| 第4週  | 第4週     | 第4週          | 第5週  | 第5週     | 第5週            | 第6週  | 第6週     | 第6週          |
| 回     | 放送日    | サブタイトル   | 回     | 放送日    | サブタイトル     | 回     | 放送日    | サブタイトル   |
| 第13回 | 2007.1.22 | 予期せぬ再会   | 第18回 | 2007.1.29 | 家族ごっこ       | 第23回 | 2007.2.5  | 嫌がらせ       |
| 第14回 | 2007.1.23 | いくつもの嘘   | 第19回 | 2007.1.30 | 14年分の嘘       | 第24回 | 2007.2.6  | 突然の置手紙   |
| 第15回 | 2007.1.24 | 暴かれた過去   | 第20回 | 2007.1.31 | 逃げない人生     | 第25回 | 2007.2.7  | 不可解な家出   |
| 第16回 | 2007.1.25 | 災いを呼ぶ客   | 第21回 | 2007.2.1  | ニセモノ家族     | 第26回 | 2007.2.8  | 深夜の訪問者   |
| 第17回 | 2007.1.26 | 壊れ始めた家族 | 第22回 | 2007.2.2  | 少女の選択       | 第27回 | 2007.2.9  | 悪巧みの会話   |
| 第7週  | 第7週     | 第7週          | 第8週  | 第8週     | 第8週            | 第9週  | 第9週     | 第9週          |
| 回     | 放送日    | サブタイトル   | 回     | 放送日    | サブタイトル     | 回     | 放送日    | サブタイトル   |
| 第28回 | 2007.2.12 | 交換条件       | 第33回 | 2007.2.19 | 幸せの後押し     | 第38回 | 2007.2.26 | 痛ましい事故   |
| 第29回 | 2007.2.13 | 大切な小箱     | 第34回 | 2007.2.20 | 結婚式の憂鬱     | 第39回 | 2007.2.27 | 絶望の悲鳴     |
| 第30回 | 2007.2.14 | DNAの真実      | 第35回 | 2007.2.21 | 会わない約束     | 第40回 | 2007.2.28 | 家族の崩壊     |
| 第31回 | 2007.2.15 | 残酷な真実     | 第36回 | 2007.2.22 | 消せない思い     | 第41回 | 2007.3.1  | 愛と憎しみ…    |
| 第32回 | 2007.2.16 | 求婚の衝撃     | 第37回 | 2007.2.23 | 記念日の裏切り   | 第42回 | 2007.3.2  | 壊れた家族写真 |
| 第10週 | 第10週    | 第10週         | 第11週 | 第11週    | 第11週           | 第12週 | 第12週    | 第12週         |
| 回     | 放送日    | サブタイトル   | 回     | 放送日    | サブタイトル     | 回     | 放送日    | サブタイトル   |
| 第43回 | 2007.3.5  | 失格の烙印     | 第48回 | 2007.3.12 | 同じ過ち…        | 第53回 | 2007.3.19 | 場所のない子   |
| 第44回 | 2007.3.6  | 切り刻んだ写真 | 第49回 | 2007.3.13 | 悲しい誤解       | 第54回 | 2007.3.20 | 若すぎる二人   |
| 第45回 | 2007.3.7  | 家族の解散式   | 第50回 | 2007.3.14 | 償いの方法       | 第55回 | 2007.3.21 | 大人への抵抗   |
| 第46回 | 2007.3.8  | 思い出マフラー | 第51回 | 2007.3.15 | 切り裂かれた心   | 第56回 | 2007.3.22 | 仲直りの芝居   |
| 第47回 | 2007.3.9  | 皮肉な運命     | 第52回 | 2007.3.16 | 愛と憎しみの葛藤 | 第57回 | 2007.3.23 | 新しい命       |
| 最終週 |           |                |        |           |                  |        |           |                |
| 回     | 放送日    | サブタイトル   |        |           |                  |        |           |                |
| 第58回 | 2007.3.26 | 命の重さ       |        |           |                  |        |           |                |
| 第59回 | 2007.3.27 | 最期のほほ笑み |        |           |                  |        |           |                |
| 第60回 | 2007.3.28 | 対立する母親   |        |           |                  |        |           |                |
| 第61回 | 2007.3.29 | 絶縁…          |        |           |                  |        |           |                |
| 最終回 | 2007.3.30 | 笑顔の連鎖     |        |           |                  |        |           |                |

## 主題歌
- SunMin「The　Rose」（ビクターエンタテインメント）